# Josef von Sternberg
Josef von Sternberg nascido Jonas Sternberg (Viena, 29 de maio de 1894 – Hollywood, 22 de dezembro de 1969); foi um cineasta austríaco cuja carreira atravessou com sucesso a transição da era silenciosa para a era do som, durante a qual trabalhou com a maioria dos grandes estúdios de Hollywood. Ele é mais conhecido por sua colaboração cinematográfica com a atriz Marlene Dietrich na década de 1930, incluindo a conceituada produção da Paramount/UFA The Blue Angel (1930).
As melhores obras de Sternberg são notáveis por suas composições pictóricas impressionantes, decoração densa, iluminação de chiaroscuro e movimento de câmera implacável, dotando as cenas de intensidade emocional. Ele também é creditado por ter iniciado o gênero de filmes de gângsteres com seu filme da era silenciosa Underworld (1927). Os temas de Sternberg normalmente oferecem o espetáculo da luta desesperada de um indivíduo para manter sua integridade pessoal enquanto se sacrifica por luxúria ou amor.
Foi indicado ao Oscar de Melhor Diretor por Morocco (1930) e Shanghai Express (1932).
Pouco antes de sua morte, em 1969, sua autobiografia, Fun in a Chinese Laundry, foi publicada.

## Filmografia

### Filmes mudos
- The Salvation Hunters (1925)
- The Exquisite Sinner (1926, perdido)
- A Woman of the Sea (1926, também conhecida como The Sea Gull ou Sea Gulls ou The Woman who loved once, perdido)
- Underworld (1927)
- The Last Command (1928)
- The Dragnet (1928, lost)
- The Docks of New York (1928)
- The Case of Lena Smith (1929, perdido)

### Filmes sonoros
- Thunderbolt (1929)
- Der Blaue Engel (1930)
- Morocco (1930)
- Dishonored (1931)
- An American Tragedy (1931)
- Shanghai Express (1932)
- Blonde Venus (1932)
- The Scarlet Empress (1934)
- The Devil Is a Woman (1935)
- Crime and Punishment (1935)
- The King Steps Out (1936)
- Sergeant Madden (1939)
- The Shanghai Gesture (1941)
- The Town (1943, short film)
- Macao (1952)
- Anatahan (1953 also known as The Saga of Anatahan)
- Jet Pilot (1957)

### Outros projetos
- The Masked Bride (1925, dirigido com Christy Cabanne, não creditado)
- It (1927, dirigido com Clarence G. Badger, não creditado)
- Children of Divorce (1927, dirigido com Frank Lloyd, não creditado)
- Street of Sin (1928, dirigido com Mauritz Stiller, não creditado)
- I, Claudius (1937, inacabado)
- The Great Waltz (1938, dirigido com Julien Duvivier, não creditado)
- I Take This Woman (1940, dirigido com W.S. Van Dyke, não creditado)
- Duel in the Sun (1946, dirigido com King Vidor, não creditado)